# Tireis
Tireis (em grego clássico: Tyreis) ou Sequenquete (Sekhemkhet) foi um faraó egípcio da Terceira dinastia durante o Antigo Império. Segundo a cronologia do Papiro de Turim, seu reinado se situa entre cerca de 2648 a.C. a 2640 a.C.  Ele também é conhecido sob o seu nome de nascimento, Djoser-tety e sob a sua forma helenizada Tyreis (na versão do historiador helenístico Manetão; derivada de Teti na lista real de Abidos).
Ele foi provavelmente o irmão ou filho mais velho do rei Djoser, o construtor da primeira pirâmide egípcia. Pouco se sabe sobre o rei, já que ele governou por apenas alguns anos. No entanto, ele erigiu uma pirâmide de degraus em Sacará, próxima à de seu antecessor, descoberta em 1951 pelo arqueólogo Zakaria Goneim. Talvez percebendo a fragilidade técnica da construção, deixou a pirâmide de Djoser inacabada. No entanto, a construção de sua própria pirâmide parece ter sido mais ambiciosa, possivelmente obra também do arquiteto da pirâmide de Djoser, Imhotep, dado que consta seu nome em uma inscrição na base.
Consta também como evidência de seu reinado uma inscrição bem conhecida em Uádi Magara (na Península do Sinai).

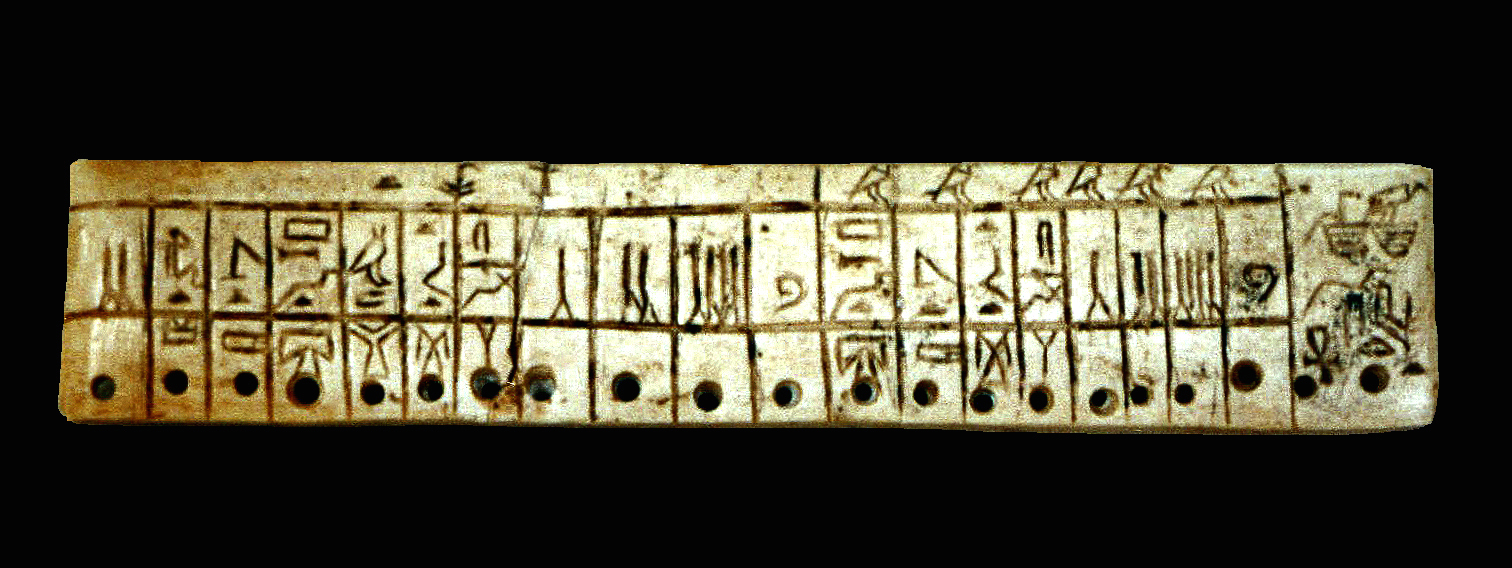
Placa de marfim encontrada na pirâmide de Sekhemkhet, constando seu outro nome, Djeserty